# Niels Peter Bruun Nielsen

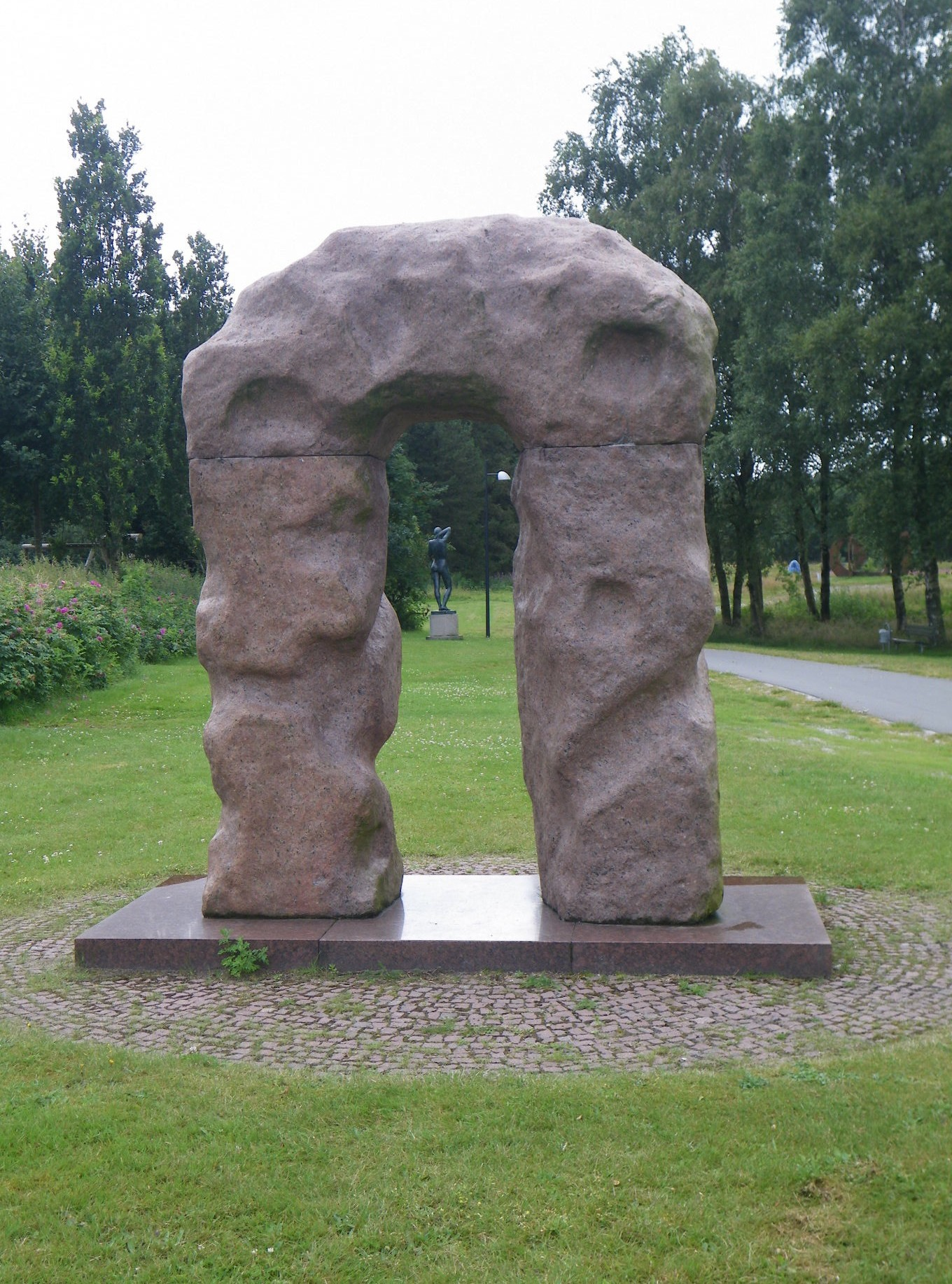
Indgang i Skulpturpark Billund

Niels Peter Bruun Nielsen, född 1959, är en dansk skulptör.
Niels Peter Bruun Nielsen är arbetar med brons och i granit. Han undervisar i skulptur på Esbjerg Kulturskole i Esbjerg.

## Offentliga verk i urval
- Indgang, granit, 1991, Skulpturpark Billund i Danmark[1]